# Tournoi de France de rugby à sept 2018
Ne doit pas être confondu avec Tournoi féminin de France de rugby à sept 2018.
Navigation
2017 2019
Le Tournoi de France de rugby à sept 2018 est la dixième et dernière étape de la saison 2017-2018 du World Rugby Sevens Series. Elle se déroule sur deux jours du 9 au 10 juin 2018 au Stade Jean-Bouin de Paris en France.
Le tenant du titre est l'équipe d'Afrique du Sud qui avait remporté son cinquième tournoi de la saison 2016/2017 face à l'Écosse par trois essais non transformés à un en finale (15-5). Cette victoire sud-africaine avait permis aux Blitzboks de ne plus être rejoints au classement général avant le dernier tournoi de la saison en Angleterre.

## Contexte et enjeux
Changement de contexte cette année puisque les sud-africains (160 points) accusent 7 points de retard au général sur l'équipe des Fidji qui reste sur 4 victoires consécutives dont la dernière obtenue à Londres contre leurs poursuivants.
En bas du classement se jouera la relégation. La Russie (15e avec 25 points) accuse 17 points de retard sur les Gallois et devrait quitter le circuit en fin de saison, remplacée pour la saison 2018-2019 par le Japon qui a gagné sa qualification lors du tournoi de Hongkong en avril. Les Russes peuvent même être dépassés au classement général par l'équipe d'Irlande auteure d'une performance inattendue au Tournoi de Londres (3e) derrière leur meilleur marqueur Jordan Conroy (en), performance que les joueurs au Trèfle tenteront de rééditer à Paris pour cette dernière étape du circuit mondial. 
Un dernier rendez-vous crucial pour toutes les équipes donc avant la Coupe du Monde de juillet 2018, et lors duquel l’équipe de France sera très attendue. Les Bleus qui doivent une revanche à leurs supporters après avoir terminé à la dernière place des 2 dernières étapes de Singapour et Londres : série en cours de 12 défaites consécutives, leur dernière victoire datant de la finale du Challenge Trophy à Hong-Kong début avril !
Individuellement, le fidjien Amenoni Nasilasila (en) et le canadien Nathan Hirayama se disputent le titre de meilleur réalisateur de la saison (3 points les séparent avant le Tournoi de Paris). Au classement des meilleurs marqueurs d'essais, l'américain Carlin Isles devance avec 43 réalisations le gallois Luke Morgan (en) et son compatriote Perry Baker de respectivement 4 et 6 unités. La flèche Perry Baker avait fini la saison 2017 meilleur réalisateur et marqueur d'essais.

## Équipes participantes
Seize équipes participent au tournoi (quinze équipes permanentes plus une invitée) :
- Afrique du Sud
- Angleterre
- Argentine
- Australie
- Canada
- Écosse
- Espagne
- États-Unis
- France
- Fidji
- Pays de Galles
- Kenya
- Nouvelle-Zélande
- Russie
- Samoa
- Irlande (invitée)

## Tournoi principal

### Phase de poules
Résultats et classements de la phase de poules. Horaires des rencontres en heure locale.

#### Poule A
Les Fidji et la Nouvelle-Zélande se retrouvent en poules comme à Londres, Hong-Kong et Sydney pour autant de victoires des fidjiens, fidjiens également vainqueurs dans les phases finales de la Cup à Hamilton (1/2) et Las Vegas (1/4) pour une seule victoire revanche néo-zélandaise en finale pour la 5e place à Sydney. Les Kenyans vainqueurs du Challenge Trophy à Londres héritent de nouveau une poule où il leur sera difficile de se qualifier pour la Cup, ce qu'ils ont réalisé 7 fois sur 9 tournois cette saison dont 2 finales disputées à Vancouver et Hong-Kong contre ... les Fidjis ! Les Samoans vainqueurs à Paris en 2016 n'ont pas réédité cette performance depuis, mais restent capables d'exploits imprévisibles comme cette victoire en poules à Londres contre l'Afrique du Sud.
- Les deux favoris de la poule se qualifient de justesse même si les fidjiens, comme les néo-zélandais dans une moindre mesure, ont frôlé l'élimination lors de leur dernière confrontation à la suite du succès surprise du Kenya contre les Fidji qui avaient laissé certains titulaires souffler au début du match !

| Rang | Pays             | J | V | N | D | Em | Ee | Pm | Pe | Diff | Pts |
| ---- | ---------------- | - | - | - | - | -- | -- | -- | -- | ---- | --- |
| 1    | Fidji            | 3 | 2 | 0 | 1 | 12 | 9  | 80 | 51 | +29  | 7   |
| 2    | Nouvelle-Zélande | 3 | 2 | 0 | 1 | 11 | 8  | 63 | 48 | +15  | 7   |
| 3    | Kenya            | 3 | 2 | 0 | 1 | 9  | 9  | 51 | 53 | -2   | 7   |
| 4    | Samoa            | 3 | 0 | 0 | 3 | 7  | 13 | 39 | 81 | -42  | 3   |

| 9 juin 2018 10:28 UTC+02:00 | Nouvelle-Zélande | 24 - 5 | Kenya        | Stade Jean-Bouin, Paris |
| 9 juin 2018 10:28 UTC+02:00 | Essai(s) : 4     |        | Essai(s) : 1 | Stade Jean-Bouin, Paris |
| 9 juin 2018 10:28 UTC+02:00 |                  |        |              | Stade Jean-Bouin, Paris |

| 9 juin 2018 10:50 UTC+02:00 | Fidji        | 35 - 12 | Samoa        | Stade Jean-Bouin, Paris |
| 9 juin 2018 10:50 UTC+02:00 | Essai(s) : 5 |         | Essai(s) : 2 | Stade Jean-Bouin, Paris |
| 9 juin 2018 10:50 UTC+02:00 |              |         |              | Stade Jean-Bouin, Paris |

| 9 juin 2018 13:24 UTC+02:00 | Nouvelle-Zélande | 22 - 17 | Samoa        | Stade Jean-Bouin, Paris |
| 9 juin 2018 13:24 UTC+02:00 | Essai(s) : 4     |         | Essai(s) : 3 | Stade Jean-Bouin, Paris |
| 9 juin 2018 13:24 UTC+02:00 |                  |         |              | Stade Jean-Bouin, Paris |

| 9 juin 2018 13:46 UTC+02:00 | Fidji        | 19 - 22 | Kenya        | Stade Jean-Bouin, Paris |
| 9 juin 2018 13:46 UTC+02:00 | Essai(s) : 3 |         | Essai(s) : 4 | Stade Jean-Bouin, Paris |
| 9 juin 2018 13:46 UTC+02:00 |              |         |              | Stade Jean-Bouin, Paris |

| 9 juin 2018 18:52 UTC+02:00 | Kenya        | 24 - 10 | Samoa        | Stade Jean-Bouin, Paris |
| 9 juin 2018 18:52 UTC+02:00 | Essai(s) : 4 |         | Essai(s) : 2 | Stade Jean-Bouin, Paris |
| 9 juin 2018 18:52 UTC+02:00 |              |         |              | Stade Jean-Bouin, Paris |

| 9 juin 2018 19:14 UTC+02:00 | Fidji        | 26 - 17 | Nouvelle-Zélande | Stade Jean-Bouin, Paris |
| 9 juin 2018 19:14 UTC+02:00 | Essai(s) : 4 |         | Essai(s) : 3     | Stade Jean-Bouin, Paris |
| 9 juin 2018 19:14 UTC+02:00 |              |         |                  | Stade Jean-Bouin, Paris |

#### Poule B
L'Afrique du Sud finaliste à Londres (et à la poursuite des Fidji pour le titre mondial donc) retrouve le Canada et la Russie qu'ils avaient battu en poules une semaine plus tôt. L'équipe canadienne tentera de se qualifier pour la 3e fois cette saison pour la Cup. Les Écossais, finalistes à Paris puis vainqueur à Londres en 2017 sont loin de ce niveau de performance, d'ailleurs battus à Londres une semaine plus tôt par la Russie en quarts de finale du Challenge. Les Russes joueront leurs probables dernières balles dans le World Series non sans panache, en préparation de la prochaine Coupe du monde de juillet 2018 pour laquelle ils sont qualifiés.      
- Les sud-africains se qualifient grâce à leur victoire lors de leur dernier match contre des canadiens quasi assurés de leur qualification. Avant cela, ils avaient subi une défaite inattendue contre l’Écosse puis remporté un succès étriqué contre la Russie pourtant battue 31-0 le week-end précédent à Londres. Malgré leur exploit et la victoire revanche contre la Russie, les écossais ne se qualifient pour la Cup.

| Rang | Pays           | J | V | N | D | Em | Ee | Pm | Pe | Diff | Pts |
| ---- | -------------- | - | - | - | - | -- | -- | -- | -- | ---- | --- |
| 1    | Afrique du Sud | 3 | 2 | 0 | 1 | 9  | 5  | 61 | 33 | +28  | 7   |
| 2    | Canada         | 3 | 2 | 0 | 1 | 9  | 7  | 59 | 49 | +10  | 7   |
| 3    | Écosse         | 3 | 2 | 0 | 1 | 7  | 8  | 45 | 52 | -7   | 7   |
| 4    | Russie         | 3 | 0 | 0 | 3 | 6  | 11 | 40 | 71 | -31  | 3   |

| 9 juin 2018 09:44 UTC+02:00 | Canada       | 33 - 7 | Russie       | Stade Jean-Bouin, Paris |
| 9 juin 2018 09:44 UTC+02:00 | Essai(s) : 5 |        | Essai(s) : 1 | Stade Jean-Bouin, Paris |
| 9 juin 2018 09:44 UTC+02:00 |              |        |              | Stade Jean-Bouin, Paris |

| 9 juin 2018 10:06 UTC+02:00 | Afrique du Sud | 12 - 14 | Écosse       | Stade Jean-Bouin, Paris |
| 9 juin 2018 10:06 UTC+02:00 | Essai(s) : 2   |         | Essai(s) : 2 | Stade Jean-Bouin, Paris |
| 9 juin 2018 10:06 UTC+02:00 |                |         |              | Stade Jean-Bouin, Paris |

| 9 juin 2018 12:40 UTC+02:00 | Canada       | 26 - 14 | Écosse       | Stade Jean-Bouin, Paris |
| 9 juin 2018 12:40 UTC+02:00 | Essai(s) : 4 |         | Essai(s) : 2 | Stade Jean-Bouin, Paris |
| 9 juin 2018 12:40 UTC+02:00 |              |         |              | Stade Jean-Bouin, Paris |

| 9 juin 2018 13:02 UTC+02:00 | Afrique du Sud | 21 - 19 | Russie       | Stade Jean-Bouin, Paris |
| 9 juin 2018 13:02 UTC+02:00 | Essai(s) : 3   |         | Essai(s) : 3 | Stade Jean-Bouin, Paris |
| 9 juin 2018 13:02 UTC+02:00 |                |         |              | Stade Jean-Bouin, Paris |

| 9 juin 2018 18:08 UTC+02:00 | Russie       | 14 - 17 | Écosse       | Stade Jean-Bouin, Paris |
| 9 juin 2018 18:08 UTC+02:00 | Essai(s) : 2 |         | Essai(s) : 3 | Stade Jean-Bouin, Paris |
| 9 juin 2018 18:08 UTC+02:00 |              |         |              | Stade Jean-Bouin, Paris |

| 9 juin 2018 18:30 UTC+02:00 | Afrique du Sud | 28 - 0 | Canada       | Stade Jean-Bouin, Paris |
| 9 juin 2018 18:30 UTC+02:00 | Essai(s) : 4   |        | Essai(s) : 0 | Stade Jean-Bouin, Paris |
| 9 juin 2018 18:30 UTC+02:00 |                |        |              | Stade Jean-Bouin, Paris |

#### Poule C
Cette poule est exactement la même que la poule B du tournoi de Londres d'où les Australiens étaient sortis avec 3 victoires, les autres équipes remportant chacune une rencontre avant l'exploit des Irlandais, larges vainqueurs de l'Espagne en poules leur ayant permis de se qualifier pour la Cup, jusqu'à la 3e place du tournoi anglais. À défaut d'un nouvel exploit, les irlandais prépareront à Paris la Coupe du monde de juillet 2018 qu'ils disputeront après avoir devancé... l'Espagne lors des 4 étapes du Seven's Grand Prix Series 2017. L'équipe d'Espagne promue en World Series a réalisé une première saison honorable dont 2 qualifications pour la Cup à Hong-Kong (avec une victoire contre l'Australie en poule !) et Singapour. Elle devance d'ailleurs de 4 points au général les Gallois qu'elle avait battu à Londres et peut viser la 12e place de l'équipe de France qui n'a que 2 points d'avance. Les Gallois n'ont joué aucune phase finale de la Cup cette saison, ils restent sur une finale perdue du Challenge à Londres.
- L'Irlande confirme lors de cette phase de poules son exploit de Londres en battant l'Australie, se qualifiant ainsi pour la Cup pour la 2e fois consécutive. Les australiens se trouvent d'ailleurs éliminés de la Cup après une nouvelle défaite contre l'Espagne après celle concédée à Hong-Kong. C'est la troisième qualification espagnole en Cup cette saison !

| Rang | Pays           | J | V | N | D | Em | Ee | Pm | Pe | Diff | Pts |
| ---- | -------------- | - | - | - | - | -- | -- | -- | -- | ---- | --- |
| 1    | Irlande        | 3 | 2 | 1 | 0 | 9  | 6  | 57 | 38 | +19  | 8   |
| 2    | Espagne        | 3 | 2 | 0 | 1 | 7  | 6  | 43 | 38 | +5   | 7   |
| 3    | Australie      | 3 | 1 | 0 | 2 | 9  | 9  | 53 | 51 | +2   | 5   |
| 4    | Pays de Galles | 3 | 0 | 1 | 2 | 7  | 11 | 43 | 69 | -26  | 4   |

| 9 juin 2018 09:00 UTC+02:00 | Australie    | 29 - 10 | Pays de Galles | Stade Jean-Bouin, Paris |
| 9 juin 2018 09:00 UTC+02:00 | Essai(s) : 5 |         | Essai(s) : 2   | Stade Jean-Bouin, Paris |
| 9 juin 2018 09:00 UTC+02:00 |              |         |                | Stade Jean-Bouin, Paris |

| 9 juin 2018 09:22 UTC+02:00 | Irlande      | 14 - 5 | Espagne      | Stade Jean-Bouin, Paris |
| 9 juin 2018 09:22 UTC+02:00 | Essai(s) : 2 |        | Essai(s) : 1 | Stade Jean-Bouin, Paris |
| 9 juin 2018 09:22 UTC+02:00 |              |        |              | Stade Jean-Bouin, Paris |

| 9 juin 2018 11:56 UTC+02:00 | Australie    | 10 - 17 | Espagne      | Stade Jean-Bouin, Paris |
| 9 juin 2018 11:56 UTC+02:00 | Essai(s) : 2 |         | Essai(s) : 3 | Stade Jean-Bouin, Paris |
| 9 juin 2018 11:56 UTC+02:00 |              |         |              | Stade Jean-Bouin, Paris |

| 9 juin 2018 12:18 UTC+02:00 | Irlande      | 19 - 19 | Pays de Galles | Stade Jean-Bouin, Paris |
| 9 juin 2018 12:18 UTC+02:00 | Essai(s) : 3 |         | Essai(s) : 3   | Stade Jean-Bouin, Paris |
| 9 juin 2018 12:18 UTC+02:00 |              |         |                | Stade Jean-Bouin, Paris |

| 9 juin 2018 17:24 UTC+02:00 | Pays de Galles | 14 - 21 | Espagne      | Stade Jean-Bouin, Paris |
| 9 juin 2018 17:24 UTC+02:00 | Essai(s) : 2   |         | Essai(s) : 3 | Stade Jean-Bouin, Paris |
| 9 juin 2018 17:24 UTC+02:00 |                |         |              | Stade Jean-Bouin, Paris |

| 9 juin 2018 17:46 UTC+02:00 | Irlande      | 24 - 14 | Australie    | Stade Jean-Bouin, Paris |
| 9 juin 2018 17:46 UTC+02:00 | Essai(s) : 4 |         | Essai(s) : 2 | Stade Jean-Bouin, Paris |
| 9 juin 2018 17:46 UTC+02:00 |              |         |              | Stade Jean-Bouin, Paris |

#### Poule D
Les équipes d'Angleterre, des États-Unis et de France se retrouvent dans la même poule pour la 3e fois consécutive depuis Singapour, les américains et les français partageant même déjà la même poule à Hong-Kong avec ... l'Argentine. Cette cohabitation s'est traduite par autant de non qualifications en Cup pour les Bleus en phase de "reconstruction" qui ne se sont d'ailleurs qualifiés qu'une seule fois cette saison au Cap, battus en quarts par le Canada puis pour la 5e place par ... les États-Unis. A moins d'un sursaut des Bleus à domicile, la lutte pour les 2 places qualificatives est annoncée serrée entre les trois autres équipes proches au classement général malgré une baisse de régime des argentins lors des deux derniers tournois de Singapour et Londres. L'occasion de voir à l'oeuvre les pépites américaines Carlin Isles, leader du classement des marqueurs d'essais, et Perry Baker, 3e du même classement, ainsi que l'anglais Dan Norton, 5e "serial marqueur" de la saison. 
- La lutte pour la qualification en Cup s'est limitée aux américains et aux anglais, les deux équipes se neutralisant lors de la dernière confrontation au prix de deux essais des américains au-delà des arrêts de jeu ! L'équipe de France remporte enfin un match venant récompenser deux prestations encourageantes contre les favoris de la poule[9]. Jean-Pascal Barraque est même le meilleur réalisateur à l'issue de la première journée du tournoi. L'américain Carlin Isles conforte sa place de leader du classement des marqueurs d'essais de la saison en ajoutant 3 unités.

| Rang | Pays       | J | V | N | D | Em | Ee | Pm | Pe | Diff | Pts |
| ---- | ---------- | - | - | - | - | -- | -- | -- | -- | ---- | --- |
| 1    | États-Unis | 3 | 2 | 1 | 0 | 11 | 6  | 71 | 38 | +33  | 8   |
| 2    | Angleterre | 3 | 2 | 1 | 0 | 11 | 9  | 75 | 59 | +16  | 8   |
| 3    | France     | 3 | 1 | 0 | 2 | 9  | 12 | 61 | 80 | -19  | 5   |
| 4    | Argentine  | 3 | 0 | 0 | 3 | 8  | 12 | 52 | 82 | -30  | 3   |

| 9 juin 2018 11:12 UTC+02:00 | États-Unis   | 26 - 7 | Argentine    | Stade Jean-Bouin, Paris |
| 9 juin 2018 11:12 UTC+02:00 | Essai(s) : 4 |        | Essai(s) : 1 | Stade Jean-Bouin, Paris |
| 9 juin 2018 11:12 UTC+02:00 |              |        |              | Stade Jean-Bouin, Paris |

| 9 juin 2018 11:34 UTC+02:00 | Angleterre   | 28 - 21 | France       | Stade Jean-Bouin, Paris |
| 9 juin 2018 11:34 UTC+02:00 | Essai(s) : 4 |         | Essai(s) : 3 | Stade Jean-Bouin, Paris |
| 9 juin 2018 11:34 UTC+02:00 |              |         |              | Stade Jean-Bouin, Paris |

| 9 juin 2018 14:08 UTC+02:00 | États-Unis   | 26 - 12 | France       | Stade Jean-Bouin, Paris |
| 9 juin 2018 14:08 UTC+02:00 | Essai(s) : 4 |         | Essai(s) : 2 | Stade Jean-Bouin, Paris |
| 9 juin 2018 14:08 UTC+02:00 |              |         |              | Stade Jean-Bouin, Paris |

| 9 juin 2018 14:30 UTC+02:00 | Angleterre   | 28 - 19 | Argentine    | Stade Jean-Bouin, Paris |
| 9 juin 2018 14:30 UTC+02:00 | Essai(s) : 4 |         | Essai(s) : 3 | Stade Jean-Bouin, Paris |
| 9 juin 2018 14:30 UTC+02:00 |              |         |              | Stade Jean-Bouin, Paris |

| 9 juin 2018 19:36 UTC+02:00 | Argentine    | 26 - 28 | France       | Stade Jean-Bouin, Paris |
| 9 juin 2018 19:36 UTC+02:00 | Essai(s) : 4 |         | Essai(s) : 4 | Stade Jean-Bouin, Paris |
| 9 juin 2018 19:36 UTC+02:00 |              |         |              | Stade Jean-Bouin, Paris |

| 9 juin 2018 19:58 UTC+02:00 | Angleterre   | 19 - 19 | États-Unis   | Stade Jean-Bouin, Paris |
| 9 juin 2018 19:58 UTC+02:00 | Essai(s) : 3 |         | Essai(s) : 3 | Stade Jean-Bouin, Paris |
| 9 juin 2018 19:58 UTC+02:00 |              |         |              | Stade Jean-Bouin, Paris |

## Phase finale
Résultats et tableaux de la phase finale.

### Trophées

#### Cup
|  | Quarts de finale               | Quarts de finale               |                                |                                | Demi-finales                   | Demi-finales                   |    |  | Finale                         | Finale                         |
|  | Quarts de finale               | Quarts de finale               |                                |                                | Demi-finales                   | Demi-finales                   |    |  | Finale                         | Finale                         |
|  |                                |                                |                                |                                |                                |                                |    |  |                                |                                |
|  | 10 juin 2018 - 10:13 UTC+02:00 | 10 juin 2018 - 10:13 UTC+02:00 |                                |                                | 10 juin 2018 - 14:03 UTC+02:00 | 10 juin 2018 - 14:03 UTC+02:00 |    |  | 10 juin 2018 - 18:54 UTC+02:00 | 10 juin 2018 - 18:54 UTC+02:00 |
|  | 10 juin 2018 - 10:13 UTC+02:00 | 10 juin 2018 - 10:13 UTC+02:00 |                                |                                | 10 juin 2018 - 14:03 UTC+02:00 | 10 juin 2018 - 14:03 UTC+02:00 |    |  | 10 juin 2018 - 18:54 UTC+02:00 | 10 juin 2018 - 18:54 UTC+02:00 |
|  | Fidji                          | 17                             |                                |                                | 10 juin 2018 - 14:03 UTC+02:00 | 10 juin 2018 - 14:03 UTC+02:00 |    |  | 10 juin 2018 - 18:54 UTC+02:00 | 10 juin 2018 - 18:54 UTC+02:00 |
|  | Fidji                          | 17                             |                                |                                | 10 juin 2018 - 14:03 UTC+02:00 | 10 juin 2018 - 14:03 UTC+02:00 |    |  | 10 juin 2018 - 18:54 UTC+02:00 | 10 juin 2018 - 18:54 UTC+02:00 |
|  | Angleterre                     | 19                             |                                |                                | 10 juin 2018 - 14:03 UTC+02:00 | 10 juin 2018 - 14:03 UTC+02:00 |    |  | 10 juin 2018 - 18:54 UTC+02:00 | 10 juin 2018 - 18:54 UTC+02:00 |
|  | Angleterre                     | 19                             | Angleterre                     | 26                             |                                |                                |    |  | 10 juin 2018 - 18:54 UTC+02:00 | 10 juin 2018 - 18:54 UTC+02:00 |
|  | 10 juin 2018 - 10:35 UTC+02:00 |                                | Angleterre                     | 26                             |                                |                                |    |  | 10 juin 2018 - 18:54 UTC+02:00 | 10 juin 2018 - 18:54 UTC+02:00 |
|  |                                | Canada                         | 12                             |                                |                                |                                |    |  | 10 juin 2018 - 18:54 UTC+02:00 | 10 juin 2018 - 18:54 UTC+02:00 |
|  | Irlande                        | Canada                         | 12                             | 5                              |                                |                                |    |  | 10 juin 2018 - 18:54 UTC+02:00 | 10 juin 2018 - 18:54 UTC+02:00 |
|  | Irlande                        |                                |                                | 5                              |                                |                                |    |  | 10 juin 2018 - 18:54 UTC+02:00 | 10 juin 2018 - 18:54 UTC+02:00 |
|  | Canada                         | 19                             |                                |                                |                                |                                |    |  | 10 juin 2018 - 18:54 UTC+02:00 | 10 juin 2018 - 18:54 UTC+02:00 |
|  | Canada                         | 19                             | Angleterre                     | 14                             |                                |                                |    |  |                                |                                |
|  | 10 juin 2018 - 10:57 UTC+02:00 |                                | Angleterre                     | 14                             |                                |                                |    |  |                                |                                |
|  |                                | Afrique du Sud                 | 24                             |                                |                                |                                |    |  |                                |                                |
|  | États-Unis                     | Afrique du Sud                 | 24                             | 7                              |                                |                                |    |  |                                |                                |
|  | États-Unis                     | 10 juin 2018 - 14:25 UTC+02:00 |                                | 7                              |                                |                                |    |  |                                |                                |
|  | Nouvelle-Zélande               | 33                             |                                |                                |                                |                                |    |  |                                |                                |
|  | Nouvelle-Zélande               | 33                             | Nouvelle-Zélande               | 12                             |                                |                                |    |  |                                |                                |
|  | 10 juin 2018 - 11:19 UTC+02:00 | 10 juin 2018 - 11:19 UTC+02:00 | Nouvelle-Zélande               | 12                             | Match pour la 3e place         | Match pour la 3e place         |    |  |                                |                                |
|  | 10 juin 2018 - 11:19 UTC+02:00 | 10 juin 2018 - 11:19 UTC+02:00 |                                | Afrique du Sud                 | Match pour la 3e place         | Match pour la 3e place         | 24 |  |                                |                                |
|  | Afrique du Sud (a.p.)          | 15                             | 10 juin 2018 - 18:29 UTC+02:00 | 10 juin 2018 - 18:29 UTC+02:00 |                                |                                | 24 |  |                                |                                |
|  | Afrique du Sud (a.p.)          | 15                             | 10 juin 2018 - 18:29 UTC+02:00 | 10 juin 2018 - 18:29 UTC+02:00 |                                |                                |    |  |                                |                                |
|  | Espagne                        | 10                             |                                | Canada                         | 5                              |                                |    |  |                                |                                |
|  | Espagne                        | 10                             |                                | Canada                         | 5                              |                                |    |  |                                |                                |
|  |                                |                                |                                |                                |                                |                                |    |  | Nouvelle-Zélande               | 38                             |
|  |                                |                                |                                |                                |                                |                                |    |  | Nouvelle-Zélande               | 38                             |

Finale (Cup)
| 10 juin 2018 | Angleterre                                                                                      | 14 - 24 (14-14) | Afrique du Sud | Stade Jean-Bouin, Paris Arbitre : Craig Evans |
| 10 juin 2018 | Essai(s) : Oliver Lindsay-Hague (4e), Dan Norton (5e) Transformation(s) : Tom Mitchell (4e, 5e) |                 | Essai(s) : W Kok (2e), R Oosthuizen (9e), DD Human (en) (11e) Transformation(s) : J Geduld (3e, 9e, 11e) Pénalité(s) : J Geduld (13e) | Stade Jean-Bouin, Paris Arbitre : Craig Evans |
| 10 juin 2018 |                                                                                                 |                 | | Stade Jean-Bouin, Paris Arbitre : Craig Evans |

#### Challenge Trophy
|  | Quarts de finale               | Quarts de finale               |           |    | Demi-finales                   | Demi-finales                   |  |  | Finale                         | Finale                         |
|  | Quarts de finale               | Quarts de finale               |           |    | Demi-finales                   | Demi-finales                   |  |  | Finale                         | Finale                         |
|  |                                |                                |           |    |                                |                                |  |  |                                |                                |
|  | 10 juin 2018 - 08:45 UTC+02:00 | 10 juin 2018 - 08:45 UTC+02:00 |           |    | 10 juin 2018 - 12:35 UTC+02:00 | 10 juin 2018 - 12:35 UTC+02:00 |  |  | 10 juin 2018 - 15:19 UTC+02:00 | 10 juin 2018 - 15:19 UTC+02:00 |
|  | 10 juin 2018 - 08:45 UTC+02:00 | 10 juin 2018 - 08:45 UTC+02:00 |           |    | 10 juin 2018 - 12:35 UTC+02:00 | 10 juin 2018 - 12:35 UTC+02:00 |  |  | 10 juin 2018 - 15:19 UTC+02:00 | 10 juin 2018 - 15:19 UTC+02:00 |
|  | Kenya                          | 12                             |           |    | 10 juin 2018 - 12:35 UTC+02:00 | 10 juin 2018 - 12:35 UTC+02:00 |  |  | 10 juin 2018 - 15:19 UTC+02:00 | 10 juin 2018 - 15:19 UTC+02:00 |
|  | Kenya                          | 12                             |           |    | 10 juin 2018 - 12:35 UTC+02:00 | 10 juin 2018 - 12:35 UTC+02:00 |  |  | 10 juin 2018 - 15:19 UTC+02:00 | 10 juin 2018 - 15:19 UTC+02:00 |
|  | Argentine                      | 19                             |           |    | 10 juin 2018 - 12:35 UTC+02:00 | 10 juin 2018 - 12:35 UTC+02:00 |  |  | 10 juin 2018 - 15:19 UTC+02:00 | 10 juin 2018 - 15:19 UTC+02:00 |
|  | Argentine                      | 19                             | Argentine | 24 |                                |                                |  |  | 10 juin 2018 - 15:19 UTC+02:00 | 10 juin 2018 - 15:19 UTC+02:00 |
|  | 10 juin 2018 - 09:07 UTC+02:00 |                                | Argentine | 24 |                                |                                |  |  | 10 juin 2018 - 15:19 UTC+02:00 | 10 juin 2018 - 15:19 UTC+02:00 |
|  |                                | Australie                      | 19        |    |                                |                                |  |  | 10 juin 2018 - 15:19 UTC+02:00 | 10 juin 2018 - 15:19 UTC+02:00 |
|  | Australie                      | Australie                      | 19        | 14 |                                |                                |  |  | 10 juin 2018 - 15:19 UTC+02:00 | 10 juin 2018 - 15:19 UTC+02:00 |
|  | Australie                      |                                |           | 14 |                                |                                |  |  | 10 juin 2018 - 15:19 UTC+02:00 | 10 juin 2018 - 15:19 UTC+02:00 |
|  | Russie                         | 5                              |           |    |                                |                                |  |  | 10 juin 2018 - 15:19 UTC+02:00 | 10 juin 2018 - 15:19 UTC+02:00 |
|  | Russie                         | 5                              | Argentine | 33 |                                |                                |  |  |                                |                                |
|  | 10 juin 2018 - 09:29 UTC+02:00 |                                | Argentine | 33 |                                |                                |  |  |                                |                                |
|  |                                | Pays de Galles                 | 26        |    |                                |                                |  |  |                                |                                |
|  | France                         | Pays de Galles                 | 26        | 19 |                                |                                |  |  |                                |                                |
|  | France                         | 10 juin 2018 - 12:57 UTC+02:00 |           | 19 |                                |                                |  |  |                                |                                |
|  | Samoa                          | 7                              |           |    |                                |                                |  |  |                                |                                |
|  | Samoa                          | 7                              | France    | 26 |                                |                                |  |  |                                |                                |
|  | 10 juin 2018 - 09:51 UTC+02:00 |                                | France    | 26 |                                |                                |  |  |                                |                                |
|  |                                | Pays de Galles                 | 28        |    |                                |                                |  |  |                                |                                |
|  | Écosse                         | Pays de Galles                 | 28        | 5  |                                |                                |  |  |                                |                                |
|  | Écosse                         |                                |           | 5  |                                |                                |  |  |                                |                                |
|  | Pays de Galles                 | 28                             |           |    |                                |                                |  |  |                                |                                |
|  | Pays de Galles                 | 28                             |           |    |                                |                                |  |  |                                |                                |

### Matchs de classement

#### Challenge 5e place
|  | Demi-finales                   | Demi-finales                   |       |    | Finale                         | Finale                         |
|  | Demi-finales                   | Demi-finales                   |       |    | Finale                         | Finale                         |
|  |                                |                                |       |    |                                |                                |
|  | 10 juin 2018 - 13:19 UTC+02:00 | 10 juin 2018 - 13:19 UTC+02:00 |       |    | 10 juin 2018 - 18:07 UTC+02:00 | 10 juin 2018 - 18:07 UTC+02:00 |
|  | 10 juin 2018 - 13:19 UTC+02:00 | 10 juin 2018 - 13:19 UTC+02:00 |       |    | 10 juin 2018 - 18:07 UTC+02:00 | 10 juin 2018 - 18:07 UTC+02:00 |
|  | Fidji                          | 38                             |       |    | 10 juin 2018 - 18:07 UTC+02:00 | 10 juin 2018 - 18:07 UTC+02:00 |
|  | Fidji                          | 38                             |       |    | 10 juin 2018 - 18:07 UTC+02:00 | 10 juin 2018 - 18:07 UTC+02:00 |
|  | Irlande                        | 5                              |       |    | 10 juin 2018 - 18:07 UTC+02:00 | 10 juin 2018 - 18:07 UTC+02:00 |
|  | Irlande                        | 5                              | Fidji | 28 |                                |                                |
|  | 10 juin 2018 - 13:41 UTC+02:00 |                                | Fidji | 28 |                                |                                |
|  |                                | États-Unis                     | 7     |    |                                |                                |
|  | États-Unis                     | États-Unis                     | 7     | 28 |                                |                                |
|  | États-Unis                     |                                |       | 28 |                                |                                |
|  | Espagne                        | 7                              |       |    |                                |                                |
|  | Espagne                        | 7                              |       |    |                                |                                |

#### Challenge 13e place
|  | Demi-finales                   | Demi-finales                   |       |    | Finale                         | Finale                         |
|  | Demi-finales                   | Demi-finales                   |       |    | Finale                         | Finale                         |
|  |                                |                                |       |    |                                |                                |
|  | 10 juin 2018 - 11:51 UTC+02:00 | 10 juin 2018 - 11:51 UTC+02:00 |       |    | 10 juin 2018 - 14:57 UTC+02:00 | 10 juin 2018 - 14:57 UTC+02:00 |
|  | 10 juin 2018 - 11:51 UTC+02:00 | 10 juin 2018 - 11:51 UTC+02:00 |       |    | 10 juin 2018 - 14:57 UTC+02:00 | 10 juin 2018 - 14:57 UTC+02:00 |
|  | Kenya                          | 26                             |       |    | 10 juin 2018 - 14:57 UTC+02:00 | 10 juin 2018 - 14:57 UTC+02:00 |
|  | Kenya                          | 26                             |       |    | 10 juin 2018 - 14:57 UTC+02:00 | 10 juin 2018 - 14:57 UTC+02:00 |
|  | Russie                         | 14                             |       |    | 10 juin 2018 - 14:57 UTC+02:00 | 10 juin 2018 - 14:57 UTC+02:00 |
|  | Russie                         | 14                             | Kenya | 21 |                                |                                |
|  | 10 juin 2018 - 12:13 UTC+02:00 |                                | Kenya | 21 |                                |                                |
|  |                                | Écosse                         | 20    |    |                                |                                |
|  | Samoa                          | Écosse                         | 20    | 19 |                                |                                |
|  | Samoa                          |                                |       | 19 |                                |                                |
|  | Écosse                         | 24                             |       |    |                                |                                |
|  | Écosse                         | 24                             |       |    |                                |                                |

## Bilan
Les 7 points à retenir du HSBC Paris Sevens
Statistiques sportives 
- Meilleur marqueur d'essais du tournoi :  Carlin Isles (6 essais)

- Meilleur réalisateur :  Nathan Hirayama (40 points)

- Impact Player :  Robbie Fergusson (en) (50 points)

- Joueur de la finale :  Dewald Human (en)

- Équipe type [11]:

| Avants                                     | Trois-quarts                                                    |
| ------------------------------------------ | --------------------------------------------------------------- |
| Harry Glover (en) Scott Curry Phil Burgess | Tom Mitchell Dewald Human (en) Justin Douglas (en) Pol Pla (en) |

Affluences et réception populaire